# Голуб Анатолій Петрович
Анатолій Петрович Голуб (нар. 13 серпня 1933, с. Землянка, Глухівський повіт, Чернігівська губернія (з 1939 року — Сумської області, з 2020 року — Березівської сільської громади Шосткинського району) — пом. 6 березня 2020, м. Глухів, Сумська область, Україна) — український письменник та дослідник історії Руху Опору, учасник німецько-радянської війни.

## Життєпис
Анатолій Голуб народився 13 серпня 1933 року в селі Землянка на Глухівщині (з 1939 року — Сумської області. Його батько Петро Максимович Голуб працював директором та вчителем географії Землянківської семирічної школи, а мати Анастасія Кузьмівна — рахівником колгоспу. Дядько Федір Голуб — секретар парторганізації землянківського колгоспу. Після окупації фашистами рідного села на початку вересня 1941 року
батько увійшов до Глухівського партизанського загону. За це окупаційна влада розстріляла дідуся та бабусю (по батьковій лінії). Мати з тіткою пішла до Ново-Селецького партизанського загону. Бабусю по материній лінії забрали до концтабору в Глухові. 8-річний Толя з сестрою та 14-річний брат матері залишилися самі у рідному селі. Дітям самостійно довелось проживати у бабусиній хаті всю зиму та весну — до 19 травня 1942 року. Цього дня він разом з іншими дітьми увійшов до складу Сумського обласного партизанського з'єднання.
Героїчно загинув його батько — командир роти Петро Голуб 6 грудня 1942 року поблизу села Глушкевичі Рівненської області. Саме його рота прикривала відхід загону Петра Кульбаки в операції «Сарненський хрест».
Після завершення Другої світової війни, закінчивши Землянківську семирічну школу, Анатолій Голуб продовжив навчання у Глухівській середній школі № 1, одержавши свідоцтво із золотою медаллю. У 1954 році він вступив до Глухівського педагогічного інституту. Відразу став громадським активістом та лідером. В той час він виступав на сцені, був до того ж обраний лектором. Перевівся на заочне відділення Київського державного педагогічного інституту. А після закінчення вишу почав працювати у Глухівському райкомі комсомолу. Він відповідав за організацію на Глухівщині ідеологічною, культурно-масовою роботою, тому постійно зустрічався з молоддю 1960-х років на заводах, у колгоспах, керував роботою на численних суботниках та недільниках.
З часом перейшов на роботу до Глухівського районного комітету комуністичної партії. А через десяток років — на господарську роботу: був призначений директором Глухівського заводу будівельних матеріалів. Працював щодень майже до свого 70-річчя вже на початку 2000-х років.

## Творчість
Починаючи з 1960-х років, за наполяганням партизанських керівників командира Петра Кульбаки (його партизанського батька) та секретаря загону Івана Лисиці юний партизан та активний дописувач документальних нарисів спочатку до єдиної міськрайонної газети «За Перемогу» (згодом — «Народної трибуни»), а потім й решти газет «Глухівщини», «Данкор Глухів», «Неделя» та обласної «Сумщини» Анатолій Голуб почав збирати матеріали про історію учасників Руху Опору на Глухівщині. Для цього ретельно нотував власні спогади, сотні разів зустрічався з живими учасниками тих подій.
В 1997 році побачила світ книга «Пам'ять дитячого серця», а через пів десятиліття в 2003 році доповнене друге видання.

### Праці
- Голуб А. П. Пам'ять дитячого серця. Документальні нариси. Видання друге, доповнене. Суми: видавничо-виробниче підприємство «Мрія — 1» ЛТД, 2003. 248 с.

## Громадська діяльність
Анатолій Голуб обирався членом правління Глухівської районної ради ветеранів, брав активну участь у всіх заходах клубу «Надвечір'я» та літературно-мистецького об'єднання «Звенигора».

## Нагороди
- Орден Богдана Хмельницького (2003).